# Juanjo Mier Cáraves

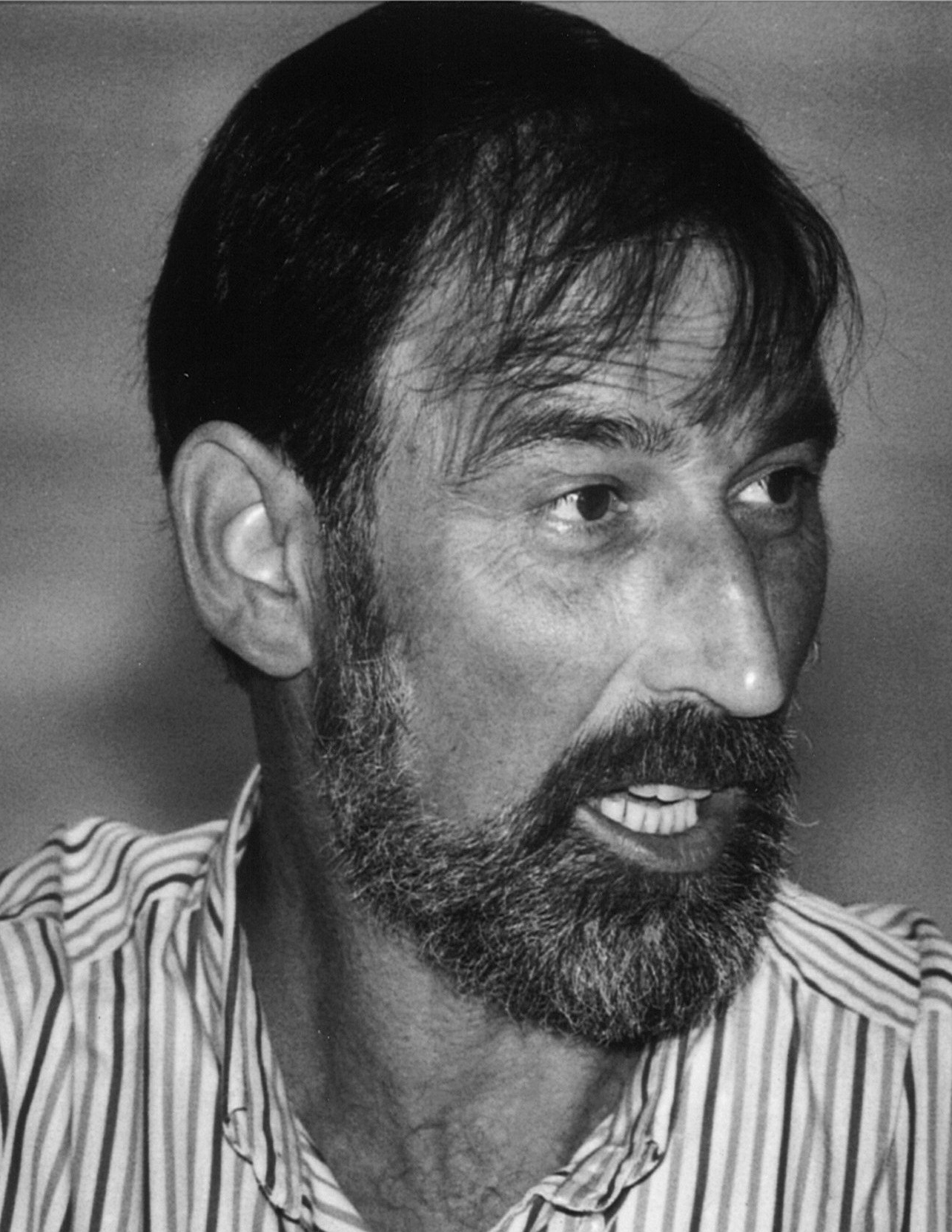
Juanjo Mier (1996)

Juanjo Mier Cáraves (Juan José Mier Cáraves; * 28. April 1947 in Alles/Asturien; † 7. August 1997 in Santander/Kantabrien) war ein spanischer Komponist und Musikpädagoge.

## Leben
Mier studierte an der Päpstlichen Universität Gregoriana in Rom und an der Universität Barcelona Philosophie, Literaturwissenschaft und Theologie. Erst in den 1990er Jahren studierte er Musik in Santander bei Remedios Bacigalupi und am Conservatorio de Música Juan Crisóstomo de Arriaga in Bilbao bei Juan Cordero und Rafael Castro. Er wurde dann Professor für Harmonielehre, Kontrapunkt und Fuge, Klavier und Komposition an der Universidad de Cantabria in Santander.
Schon vor seinem Musikstudium war er der Musik verbunden. 1980 gründete er die Chorschule Santa María de Cueto. Zwischen 1991 und 1997 komponierte er etwa fünfzig Werke. Für die Gruppe La Machina schrieb er die Schauspielmusik zu den Stücken La sangre de Macbeth und Madre Prometeo. Beim Concurso de Órgano Cristóbal Halfter wurde er mit zwei ehrenden Erwähnungen und einem Ersten Preis geehrt für die Orgelwerke A tientas o cuatro gestos de ángel (1993), En tono de Salmos (1994) und El cántico de los tres jóvenes (1997). Außerdem komponierte er Kammermusik, Chor- und Orchesterwerke sowie Werke für Klavier, Gitarre und Cello solo. Mehrere dieser Werke wurden beim Festival Internacional de Santander aufgeführt bzw. uraufgeführt.
Mier ertrank am Strand von Liencres, nachdem er einen Badenden gerettet hatte. Die Stadt Santander und die Universidad de Cantabria veranstalteten zu seinen Ehren 1998/99 einen Konzertzyklus. Das Bistum Santander gründete unter dem Patronat der Fundación Caja Cantabria zu seinem Gedenken den Juanjo-Mier-Orgellehrstuhl für liturgische Organisten.